# Annie Horniman
Annie Horniman (née le 3 octobre 1860 à Forest Hill à Londres et décédée le 6 août 1937 à Shere dans le Surrey) est une productrice de théâtre et une occultiste britannique. Elle participe à la fondation de l'Abbey Theatre de Dublin et est membre de la Golden Dawn.

## Biographie
Annie Horniman est la fille du riche marchand de thé Frederick John Horniman (fondateur du musée Horniman) et de son épouse Rebekah Elmslie. Elle est éduquée à domicile dans une famille congrégationaliste très stricte. Sa gouvernante allemande lui fait cependant découvrir, secrètement, le théâtre, en l'emmenant voir le Marchand de Venise alors qu'elle a 14 ans. Elle obtient de son père le droit de suivre les cours de la Slade School of Fine Art à partir de 1882. Elle se rend compte qu'elle ne serait jamais un grand peintre, mais profite de la vie londonienne. Elle assiste à une représentation du Ring durant sa première année et se rend ensuite tous les ans à Bayreuth.
Après ses études, elle voyage et fréquente les théâtres (elle assiste ainsi à la première d’Hedda Gabler d'Ibsen). Elle apporte le soutien de la fortune paternelle à William Butler Yeats ou à Florence Farr. Avec cette dernière, actrice-administratrice, elle produit la saison 1894 de l’Avenue Theatre de Londres. Elles montent The Land of Heart's Desire, la première pièce de William Butler Yeats, Arms and the Man, le premier succès de George Bernard Shaw et A Comedy of Sighs de John Todhunter. Mais, sa participation est tenue secrète pendant dix ans, afin de lui éviter des problèmes familiaux.
Elle adhère à la Golden Dawn en 1890 où elle retrouve Florence Farr ou son amie très proche Moina Bergson Mathers. Elle soutient financièrement l'ordre, ainsi que le couple Moina et Samuel Liddell MacGregor Mathers. Elle finit par en être exclue, après une âpre dispute en 1903.

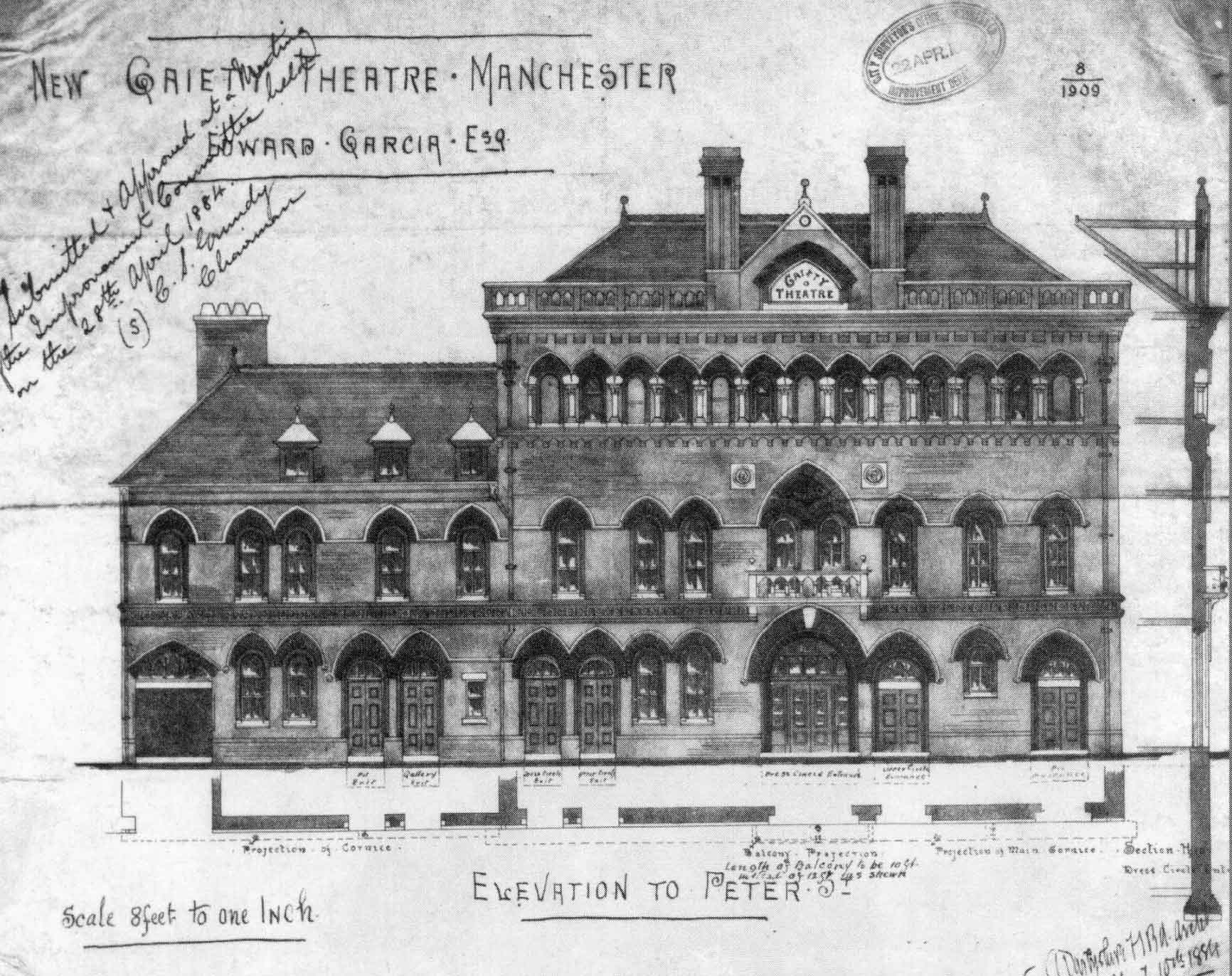
Le Gaiety Theatre de Manchester.

Elle rejoint alors à Dublin Yeats (qui a aussi appartenu à la Golden Dawn) et elle l'aide en finançant son Irish Literary Theatre. Elle achète aussi l’Abbey Theatre et permet à la troupe d'en vivre, même si elle n'assiste pas à la première représentation en novembre 1904, ayant déjà quitté l'Irlande. Elle est cependant déçue par le tour de plus en plus nationaliste que prenaient les productions et finit par retirer son financement.
Elle achète ensuite, rénove et relance le Gaiety Theatre de Manchester grâce à son héritage. Elle le dirige de 1908 à 1921. Son administration et sa programmation lui valent des éloges nombreux, jusqu'en Amérique du nord. Elle inspire l'organisation et la gestion des théâtres subventionnés de province dans les décennies qui suivent. Elle fait d'ailleurs de nombreuses tournées de conférences dans ce réseau de théâtres de province. Elle milite aussi pour le droit de vote des femmes.